# Det slutna rummet (översatt roman)
Det slutna rummet (engelska: The Judas Window, i USA: The Crossbow Murder), är en detektivroman av Carter Dickson från 1938. Romanen handlar om hur den förmögne ungkarlen James Caplon Answell blir ställd inför rätta för mord på sin blivande svärfar, trots att han är oskyldig; eftersom Answell och den döde mannen hittades ensamma i ett rum, vars enda dörr var reglad inifrån, är det ingen som tror på Answells försäkringar om att han skulle vara oskyldig. Ingen utom sir Henry Merrivale, vill säga; den skarpsinnige detektiven, känd från Carter Dicksons många andra detektivromaner, ställer upp som Answells försvarsadvokat i rätten och lyckas såväl bevisa sin klients oskuld som peka ut den verklige mördaren.